# Auspitz Jakab
Auspitz Jakab (19. század) földrajzi író. 1898-ban, 66. évében hunyt el.
Zsidó származású volt, Pesten élt a 19. század első évtizedeiben. Műve, a "Beér ha-Luchósz" (Bécs, 1818) öt bibliai vonatkozású térképet mellékel, latin források alapján, bőséges jegyzetekkel és magyarázatokkal. A térképekből a 4. és 5. Palesztinát ábrázolja s rekonstruálja héber, illetve nem zsidó források alapján. Életrajzát ben Jacob közli az "Ócar ha Szefórim"-ban.